# Castello di Lettere
Das Castello di Lettere ist eine Burgruine aus dem 10. Jahrhundert in Lettere in der italienischen Region Kampanien. Sie liegt in der Via San Nicola Castello. Die Burg war vom 10. Jahrhundert bis zum Fall des Hauses Aragón in Gebrauch. Danach verfiel sie zur Ruine, wurde aber restauriert und ist heute für Besucher zugänglich.

## Geschichte

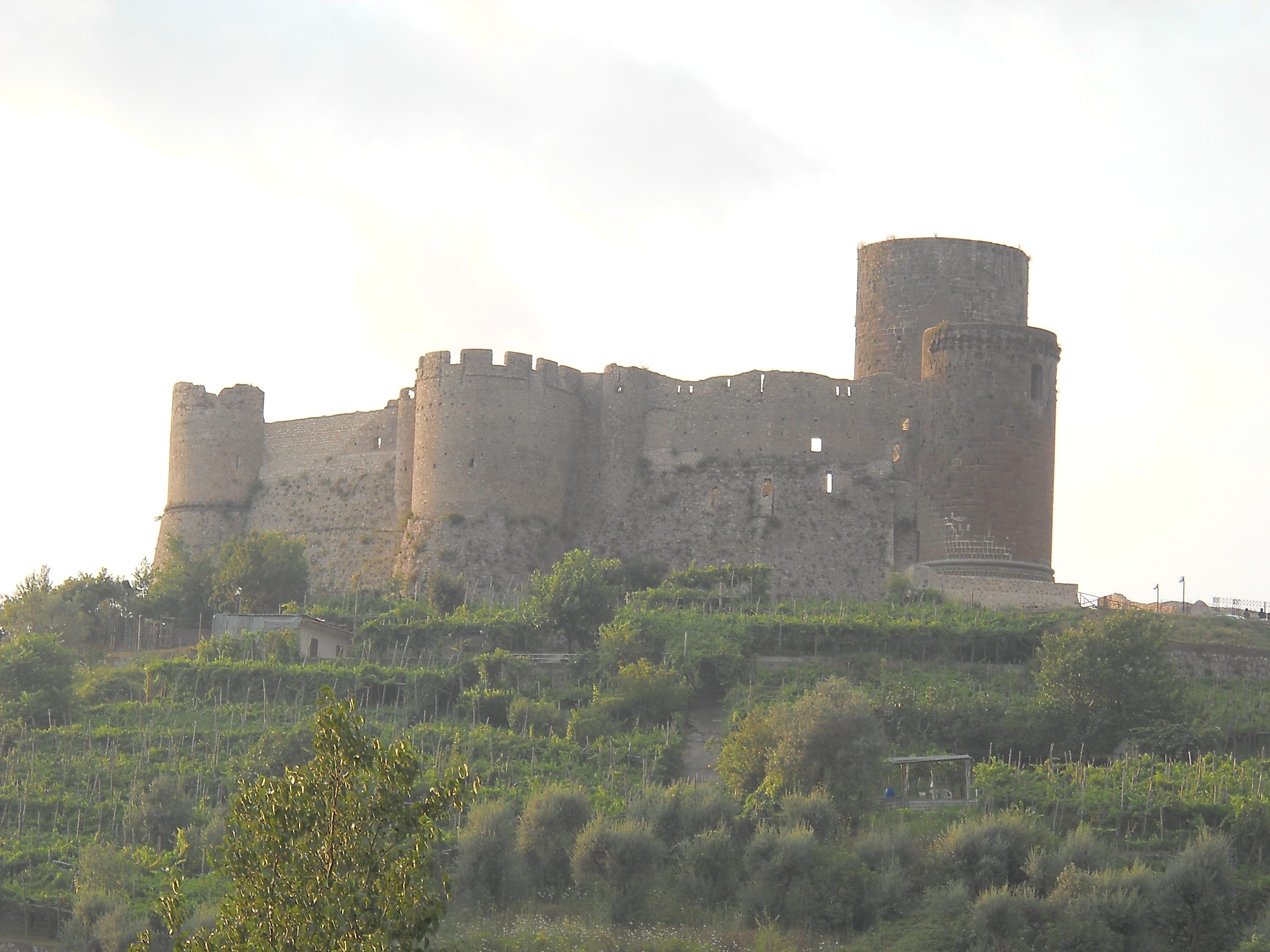
Blick auf die Burg

Die Burg, die auf dem Hügel San Nicola del Vaglia auf einer Höhe von 334 Metern liegt, ließ vermutlich Mansone I. von Amalfi nach der Belagerung der Siedlung Castrum Licterensis durch die Amalfitaner errichten: Der Hauptzweck der Anlage war der einer Grenzfestung und der Verhinderung möglicher Angriffe auf das Herzogtum vom Golf von Neapel aus; Die Burg schützte darüber hinaus in ihren Mauern eine Kirche, einige Häuser und verschiedene Werkstätten. Mit der Ankunft der Normannen wurde die Festung erweitert: Man baute neue Mauern und ein neues Tor mit Zugbrücke, geschützt durch einen Wehrgang, besetzt mit Bogenschützen. Unweit der Burg wurde die Kathedrale Santa Maria Trinitatorum in romanischem Stil mit Verzierungen aus gelbem und grünem Tuff errichtet. In der Zeit der Staufer fiel das Lehen 1263 an Richard Filangieri: Ihm ist der Bau des Bergfrieds und eines Turmes zuzuschreiben. Mit der Ankunft des Hauses Anjou spielte die Burg bei der Sizilianischen Vesper eine Rolle, wurde wesentlich erweitert und so umgebaut, dass sie die neuen Verteidigungssysteme aufnehmen konnte: Der Mauerring wurde erweitert, ein neuer Turm auf der Südseite, flankiert von zwei Türmchen, errichtet, sie wurde mit Feuerwaffen ausgestattet und es wurden hängende Korridore errichtet, die verschiedene Wehrgänge verbanden. Während der Herrschaft des Hauses Aragón verlor die Anlage ihre Verteidigungsfunktion, wurde in eine private Residenz umgebaut, und in die mächtigen Mauern wurden etliche Fenster eingebaut; 1529 wurde die Burg an Isabella de Caprona verkauft, die sie, wie folgt, beschrieb:

“la ciudad tiene un muy lindo y fuerte castillo con torreones y una grande torre maestra, tiene tres puertas con puentes levadizos y està en alta della ciudad en gentil lugar”

„die Stadt hat eine sehr schöne und starke Burg mit Türmen und einem großen Bergfried, hat drei Tore mit Zugbrücken und liegt oberhalb der Stadt an einem sanften Ort“

Später verlor sie jegliche Funktion, ob militärisch oder als Wohnstatt; der resultierende Verfall ließ sie zu einer Ruine werden: Erst Ende des 20. und Anfang des 21. Jahrhunderts wurden bedeutende Restaurierungsarbeiten durchgeführt, dank derer es möglich war, den Umfassungsmauern und den Türmen mindestens teilweise ihren alten Glanz wieder zu verleihen. Darüber hinaus wurde im Juli 2007 im Gebiet um die Burg mit archäologischen Ausgrabungsarbeiten begonnen, die einige Bauten zutage förderten, die mit der Festung verbunden waren: Ein Torhaus aus dem 10. Jahrhundert und Reste von Gebäuden aus Kalkstein, verbunden mit Kalkmörtel.

## Beschreibung
Die Burg hat einen trapezförmigen Grundriss mit vier Türmen: Einer davon heißt Torre del Grano (dt.: Getreideturm), weil er als Getreidelager genutzt wurde; er ist niedriger als die anderen drei Türme, deren Basis angeschrägt ist; in einem der Türme sind im Übrigen auch ein Waschbecken in der Mauer und verschiedene Wasserbehälter erhalten. Der Bergfried hat einen vieleckigen Grundriss und wurde in staufischer Zeit aus rotem Tuffstein errichtet; in der Zeit des Hauses Anjou wurde er umgebaut. Es gibt zwei Zugangstore: Das Haupttor mit Fallgatter, von dem nur die Kämpfer erhalten sind, und ein kleineres Tor auf der Ostseite, das aber vollständig zerstört wurde; auf dieser Ostseite gibt es noch die Mauern mit doppelter Zinnenbestückung und Türmchen. Im Inneren der Burg bemerkt man niedrige Mäuerchen, die fast sicher Fundamente von Mauern verschiedener Gebäude und Anlagen mit Gewölbedecken waren, vermutlich der Zisternen oder einer Kapelle.